# Dolichocentrum
Dolichocentrum é um género botânico pertencente à família das orquídeas (Orchidaceae).